# Napojna pumpa generatora pare
Napojna pumpa generatora pare je posebna vrsta pumpi koja se koriste za pumpanje vode u generator pare. Napojna voda može biti svježe nadomještena ili povratni kondenzat nastao kao rezultat kondenzacije pare nastale u generatoru pare. Ove pumpe su obično visokotlačne, koriste usisni sustav kondenzatnog povratnog sustava centrifugalnog ili pozitivnog istisnog tipa pumpi.

## Konstrukcijairad
Napojne pumpe mogu biti u rasponu veličina i do mnogo konjskih snaga. Električni motor obično je odvojen od pumpe nekom vrstom mehaničke spojke. Velike industrijske kondenzatne pumpe mogu se također koristiti kao napojne pumpe. U oba slučaja da bi se voda dovela u generator pare, pumpa mora postići dovoljan tlak za savladavanje tlaka koji uzrokuje para nastala u generatoru pare. Ovaj problem obično se rješava upotrebom centrifugalnih pumpi.
Napojne pumpe ne uključuju se u pravilnim vremenskim razmacima, uključuje ih plovak ili neki drugi sličan uređaj koji prati razinu tekućine u generatoru pare i uključuje pumpu kada razina tekućine padne ispod određene točke. Pumpa tada radi sve dok se razina tekućine u generatoru pare znatno ne poveća. Neke pumpe imaju prekidač s dvije faze. Kako se razina tekućine smanjuje prema točki pokretanja prve faze, pumpa se uključuje. Ako razina tekućine nastavi padati (zbog kvara pumpe, prestanka dostave tekućine), druga faza će se pokrenuti. U ovoj fazi može doći do isključivanja opreme generatora pare (sprječava da se generator pare isuši i pregrije), pokretanje alarma ili oboje.

## Pumpe na parni pogon
Parne lokomotive, parni strojevi korišteni na brodovima ili u nepomičnim pogonima kao što su elektrane, također su zahtijevali napojne pumpe. Pumpe su često bile pogonjene korištenjem malog parnog stroja koji je radio koristeći paru proizvedenu u generatoru pare. Trebao je biti pronađen način kako da se stavi početno punjenje vode u generator pare (prije nego što je para bila dostupna za rad pumpe na parni pogon). Pumpa je najčešće bila pozitivna istisna pumpa koja je imala parne ventile i cilindre na jednom, a napojne cilindre na drugom kraju te radilica nije bila potrebna. 